# Aynur Elgünəşová
Aynur Elgünəşová (Aynur Elgünəş, poangličtěným psaním Aynur Elgunesh, občanské jméno Aynur Telman qızı Qənbərova; narozena 29. května 1975 Ağdam) je ázerbájdžánská nezávislá novinářka, filmařka a politická vězenkyně. V letech 2005 až 2014 pracovala pro známá média, jako jsou Gündəlik Azərbaycan („Denní Ázerbájdžán“), Yeni Müsavat („Nový Musavat“), Azadlıq („Svoboda“) a Bizim Yol („Naše cesta“). Od dubna 2014 působí v Meydan TV a je její šéfredaktorkou.
Dne 6. prosince 2024 byla Elgünəşová zatčena v souvislosti s obviněním podaným proti novinářům z Meydan TV. 8. prosince ji okresní soud v Chataji vzal do vazby z preventivních důvodů. Ona a další zadržení v této věci byli obviněni podle článku 206.3.2 ázerbájdžánského trestního zákoníku (pašování spáchané skupinou osob na základě předchozího spiknutí). Ajnur Elgünəşová obvinění popřela a své zadržení vykládá jako důsledek své novinářské činnosti. Několik ázerbájdžánských i mezinárodních organizací pro lidská práva její zatčení odsoudilo, označilo ho za politicky motivované a naléhá na ázerbájdžánské úřady za její okamžité propuštění.
V současné době (srpen 2025) je Ajnur Elgünəşová umístěna ve vyšetřovací věznici v Baku spadající pod vězeňskou službu Ministerstva spravedlnosti.
Ajnur Elgünəşová je držitelkou řady novinářských ocenění:
- V roce 2009 obdržela cenu Media Key Award v kategorii „Novinářka roku“.
- V roce 2014 získala cenu Hasana beye Zardabiho od Ázerbájdžánského svazu novinářů.
- V roce 2014 jí byla udělena novinářská cena OBSE.
- V roce 2025 dostala cena Wallis Annenberg Justice for Women Journalists Award.[3]